# Hopeless Records
Hopeless Records — це незалежний лейбл звукозапису, розташований в Ван Нуіс, Лос-Анджелес, Каліфорнія. Лейбл було засновано в 1993 Луїсом Позеном та профінансований групою приватних інвесторів. Недивлячись на те що засновник Hopeless Records головним чином розглядав його як панк-рок лейбл, наявність лейблу, що розповсюджує різні жанри музики, було частиною його бачення.

## Виконавці

### Поточні
- Aaron West and the Roaring Twenties
- Air Dubai
- Anthony Raneri
- Bayside
- Coldrain (Except Australia, Asia, and New Zealand)
- Cruel Hand [3]
- Damion Suomi and the Minor Prophets
- Destroy Boys
- Driver Friendly
- Dryjacket
- Enter Shikari
- Emarosa
- For The Foxes
- Hands Like Houses
- Have Mercy
- Heroes of Modern Earth
- Hundredth
- The KickDrums
- Milk Teeth
- Moose Blood
- New Found Glory
- Neck Deep
- The Ready Set[4]
- Roam[5]
- Samiam
- Somos
- Story Untold
- Sum 41
- Super Whatevr
- SycAmour
- Sylar
- Taking Back Sunday
- Tonight Alive
- Trash Boat
- Trophy Eyes
- The Used
- What's Eating Gilbert
- With Confidence
- The Wonder Years
- Worthwhile
- Young and Heartless

### Колишні
- 88 Fingers Louie
- Amber Pacific (підписали контракт з Digitally Sound Records and Straight 8 Entertainment)
- Against All Authority
- All Time Low (підписали контракт з Fueled By Ramen)
- Anarbor
- Andy Shauf
- Atom And His Package (розпався)
- Avenged Sevenfold (підписали контракт з Capitol Records)
- Brazil (розпався)
- Break The Silence (розпався)
- Bright Light Avenue
- Common Rider (розпався)
- The Dangerous Summer
- Digger (розпався)
- Dillinger Four (підписали контракт з Fat Wreck Chords)
- Divided by Friday (розпався)
- Ever We Fall[6] (розпався)
- Guttermouth (підписали контракт з Rude Records/Bird Attack Records)
- Gasoline Heart
- Heckle (розпався)
- Kaddisfly (підписали контракт з Hopeless subsidiary Sub City Records)
- King Ramen (розпався)
- Falling Sickness (розпався)
- Fifteen (розпався)
- Funeral Oration (розпався)
- The Human Abstract (розпався)
- Jeff Ott
- The Nobodys (розпався)
- Nural (розпався)
- Mustard Plug (підписали контракт з No Idea Records)
- The Queers (підписали контракт з Asian Man Records)
- Royden (розпався)
- Samiam
- Schlong (розпався)
- Selby Tigers (розпався)
- Silverstein (підписали контракт з Rise Records)
- There for Tomorrow (розпався)
- Thrice (підписали контракт з Vagrant Records)
- We Are The In Crowd (hiatus)
- White Kaps (розпався)
- Yellowcard (розпався)

## Збірки
- Hopelessly Devoted to You Vol. 1
- Hopelessly Devoted to You Too Vol. 2
- Hopelessly Devoted to You Vol. 3
- Hopelessly Devoted to You Vol. 4
- Hopelessly Devoted to You Vol. 5
- Hopelessly Devoted to You Vol. 6
- Hopelessly Devoted to You Vol. 7
- Change!
- New Jersey Hardcore Punk Vol. 9
- New Jersey Hardcore Punk Vol. 10
- Take Action! Vol. 1
- Take Action! Vol. 2
- Take Action! Vol. 3
- Take Action! Vol. 4
- Take Action! Vol. 5
- Take Action! Vol. 6
- Take Action! Vol. 7
- Take Action! Vol. 8
- Take Action! Vol. 9
- Take Action! Vol. 10
- Take Action! Vol. 11
- Another Hopeless Summer
- Love Is Hopeless
- Love Is Hopeless 2013
- I'm So Hopeless You're So Hopeless
- Hopeless for the Holidays[7]